# Areski Bakir
Pour les articles homonymes, voir Arezki.
Rezki Bakir, appelé couramment Areski Bakir, est un boxeur français né le 10 juillet 1963 à Roubaix (Nord). Il s'entrainait au Boxing Club Wasquehal.
Il débute en professionnel en 1990 au Boxing Club de Wasquehal avec son entraineur Ali Negab et avec lequel il est triple champion de France de 1991 à 1993 et champion d'Afrique en 1994. 

## Biographie

### Parcours dans les rangs amateurs
En amateur, il remporte le championnat du Nord à huit reprises, ainsi que le championnat des Flandres à 8 reprises. Il est deux fois finaliste du championnat de France amateur dans la catégorie des poids légers. En 1987, il rejoint le BC Wasquehal et notamment Ali Negab.

### Parcours dans les rangs professionnels

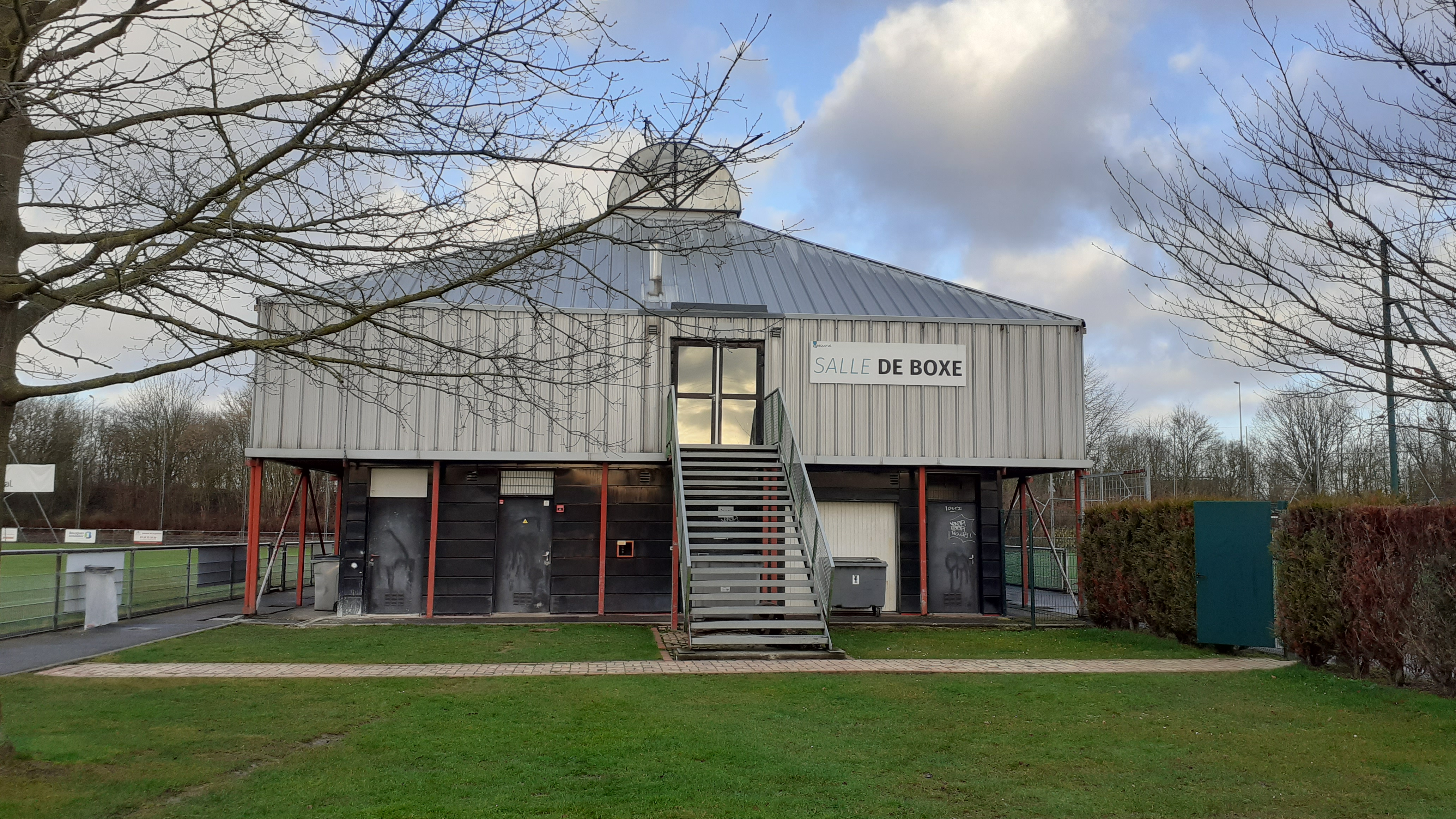
Le Boxing Club de Wasquehal où s'entraine Areski Bakir à la fin de sa carrière.

En 1990, il devient professionnel et passe dans la catégorie des poids super-plumes. Il fait partie avec Didier Macrez (champion de France amateurs des mi-lourds en 1985), Eric Gauthier (poids moyens) et Bagdad Touama (challengeur européen poids super-coqs en 1995), des boxeurs qui représentèrent le BC Wasquehal dans les années 1980 et 1990.
Il bat en 1993, Jean Pierre Dibateza qui fait partie des boxeurs sous contrats avec les frêres Acariès et qui sera champion d'Afrique la même année.
Il perd pour le titre EBU européen face à Jacobin Yoma à Cayenne en Guyane en octobre 1993. Il perd par arret de l'arbitre à la 8e reprise.
Dans le cadre du championnat de France 1993, en catégorie poids mouches, il est interviewé pendant ses entrainements
Ayant la double nationalité, il devient champion d'Afrique en 1994.

### Carrière d'entraineur
Il est entraineur au Boxing club de Wasquehal où son neveu Smaïl Bakir a disputé son premier combat professionnel en 2015 en super-plumes.

### Principaux résultats
- 1991, il s'empare du titre de champion de France face au français Mohammed Bennama à Saint-Gaudens en France.

- 1992, il conserve son titre de champion de France face au français Jeannick Gonthier à Wasquehal en France.

- 1993, il conserve son titre de champion de France face au français Didier Schaeffer à Wasquehal en France.

- 1993, il perd pour le titre EBU européen face au français Jacobin Yoma à Cayenne en Guyane.

- 1994, il s'empare du titre de champion d'Afrique.